# Öttömös
Öttömös es un pueblo húngaro perteneciente al distrito de Mórahalom, condado de Csongrád-Csanád.

## Superficie
Cuenta con una superficie de 30,91 km².

## Demografía
Hasta 2024 la población era de 600 habitantes, con una densidad de población de 19,41 hab/km².
| Gráfica de evolución demográfica de Öttömös entre 2020 y 2024 |
|                                                               |
| Datos según la Oficina Central de Estadística de Hungría.     |